# Niall MacGinnis
Niall MacGinnis (n. 29 martie 1913, Baile Átha Cliath, Regatul Unit al Marii Britanii și Irlandei – d. 6 ianuarie 1977, Haverfordwest⁠(d), Țara Galilor, Regatul Unit) a fost un actor irlandez care a jucat în 80 de filme. 

## Filmografie
- Turn of the Tide (1935) – John Lunn
- The Crimson Circle (1936) – Jack Beardmore
- Debt of Honour (1936) – Lt. Peter Stretton
- Ourselves Alone (1936) – Terence Elliott
- The Luck of the Irish (1936) – Derek O'Neill
- The Edge of the World (1937) – The Gray Family: Andrew, His Son
- The Last Adventurers (1937) – Jeremy Bowker
- Mountains O'Mourne (1938) – Paddy Kelly
- East of Piccadilly (1941) – Joe
- 49th Parallel (1941) – Vogel
- The Day Will Dawn (1942) – Olaf
- We Dive at Dawn (1943) – Torpedo Gunner's Mate – C / P.O. Mike Corrigan
- Undercover (1943) – Dr. Jordon
- The Demi-Paradise (1943) – Man on ship-dedication stand (nemenționat)
- The Hundred Pound Window (1944) – Chick Slater
- Tawny Pipit (1944) – Jimmy Bancroft
- Henry V (1944) – Macmorris – Captain in the English Army
- Captain Boycott (1947) – Mark Killain
- Anna Karenina (1948) – Levin
- Hamlet (1948) – Sea Captain
- No Room at the Inn (1948) – O'Rane
- Christopher Columbus (1949) – Juan de la Cosa
- Diamond City (1949) – Hans Muller
- Chance of a Lifetime (1950) – Baxter
- Murder in the Cathedral (1951) – Herald
- Talk of a Million (1951) – Tom Cassidy
- No Highway in the Sky (1951) – Captain Samuelson, Pilot (uncredited)
- Martin Luther (1953) – Martin Luther
- Knights of the Round Table (1953) – Green Knight
- Hell Below Zero (1954) – Dr. Howe
- Conflict of Wings (1954) – Harry Tilney
- Betrayed (1954) – Blackie
- Special Delivery (1955) – Sidney
- Helen of Troy (1956) – Menelaus
- Alexander the Great (1956) – Parmenion
- Lust for Life (1956) – Roulin
- 1957 Bocceluța (The Shiralee), regia Leslie Norman – Beauty Kelly
- Night of the Demon (1957) – Doctor Karswell
- She Didn't Say No! (1958) – James Casey
- Behind the Mask (1958) – Neil Isherwood
- Kidnapped (1959) – Mr. Shuan
- The Nun's Story (1959) – Father Vermeuhlen (Leprosarium)
- Shake Hands with the Devil (1959) – Michael O'Leary
- Tarzan's Greatest Adventure (1959) – Kruger
- This Other Eden (1959) – Devereaux
- Never Take Sweets from a Stranger (1960) – Defense Counsel
- In the Nick (1960) – Prison Governor
- A Terrible Beauty (1960) – Ned O'Neill (Dermot's brother)
- Foxhole in Cairo (1960) – Radek
- Sword of Sherwood Forest (1960) – Friar Tuck
- Johnny Nobody (1961) – Defending Counsel Sullivan
- The Webster Boy (1962) – Headmaster
- The Devil's Agent (1962) – Paul Vass
- Billy Budd (1962) – Nathaniel Graveling – Ship's Master, Rights of Man
- The Playboy of the Western World (1963) – Old Mahon
- Jason and the Argonauts (1963) – Zeus
- The Man Who Finally Died (1963) – Brenner
- Face in the Rain (1963) – Klaus
- 1964 Becket, regia Peter Glenville – Baron
- The Truth About Spring (1965) – Cleary
- The Spy Who Came in from the Cold (1965) – German Checkpoint Guard
- The War Lord (1965) – Odins
- A Man Could Get Killed (1966) – Ship's Captain
- Island of Terror (1966) – Mr. Roger Campbell
- The Viking Queen (1967) – Tiberian
- Torture Garden (1967) – Dr. Silversmith (segment 1 "Enoch")
- The Shoes of the Fisherman (1968) – Capuchin Monk
- Krakatoa, East of Java (1969) – Harbor Master
- Sinful Davey (1969) – Boots Simpson
- The Kremlin Letter (1970) – Erector Set
- 1970 Darling Lili, regia Blake Edwards – Von Hindenburg (nemenționat)
- The Mackintosh Man (1973) – Warder